# Hyperthaema haemacta
Hyperthaema haemacta là một loài bướm đêm thuộc phân họ Arctiinae, họ Erebidae.